# Raión de Kastórnoye
El raión de Kastórnoye (ruso: Касто́ренский райо́н) es un distrito administrativo y municipal (raión) ruso perteneciente a la óblast de Kursk. Se ubica en el noreste de la óblast. Su capital es Kastórnoye.
En 2021, el raión tenía una población de 14 333 habitantes.
El raión es limítrofe al norte con la óblast de Lípetsk y al este y sureste con la óblast de Vorónezh.

## Subdivisiones
Comprende los asentamientos de tipo urbano de Kastórnoye (la capital), Novokastórnoye y Olymski (formando cada una de estas tres localidades un ayuntamiento urbano sin pedanías) y 101 localidades rurales. A efectos de autogobierno local (descentralización), estas últimas se agrupan en trece asentamientos rurales, que reciben el nombre tradicional de selsovet (сельсовет), y que son los siguientes:
- Aleksándrovski
- Andréyevka
- Vérjniaya Graivoronka
- Yegóryevka
- Zhernovets
- Kótovka
- Krásnaya Dolina
- "Krasnoznámenski" (sede del ayuntamiento en Olym)
- Lachínovo
- Léninski
- Oréjovo
- Semiónovka
- Uspenka

El actual mapa de autogobierno local data de varias fusiones de ayuntamientos que tuvieron lugar en 2010. Sin embargo, a efectos de división territorial de los órganos internos federales y de la óblast (desconcentración), se sigue dividiendo en los veinticuatro gobiernos locales que se habían definido en 2004, y que crearon sus ayuntamientos conforme a dicho mapa en 2006. Los ocho selsovety que siguen existiendo como áreas administrativas, pero desde 2010 sin ayuntamiento, son:

- Melavka (integrado en Semiónovka)
- Verjotopye (integrado en Semiónovka)
- Voznesénovka (integrado en Yegóryevka)
- Tsvetochni (integrado en Andréyevka)
- Pogozhevo (integrado en Kótovka)
- Goriaínovo (integrado en Oréjovo)
- Azárovo (integrado en Krásnaya Dolina)
- Bychok (integrado en Krásnaya Dolina)